# Línea 2 del Metro de Lima y Callao
La Línea 2 del Metro de Lima y Callao es una de las cuatro líneas que conforman el sistema de Metro de Lima y Callao. En construcción desde 2014 y con una primera etapa inaugurada en 2024, se prevé su inauguración completa en 2028. Su trazado cruza la metrópoli peruana de este a oeste, con 27 kilómetros de vía y un total de 27 estaciones. Su construcción y operación están a cargo de un consorcio integrado por capitales peruanos, españoles e italianos.
Es utilizada por más de 660 mil pasajeros al día, beneficiando a 2,5 millones de personas a lo largo de 35 kilómetros y 10 distritos: Ate, Santa Anita, El Agustino, San Luis, La Victoria, Lima, Breña, Bellavista, Carmen de La Legua-Reynoso y Callao. Cuenta con el grado de automatización GoA4 y su flota está compuesta por trenes sin conductor del tipo Metro automático AnsaldoBreda.
Según las últimas estimaciones del MTC, la inauguración y operación del sistema completo se realizará en el primer semestre de 2028.

## Proyecto

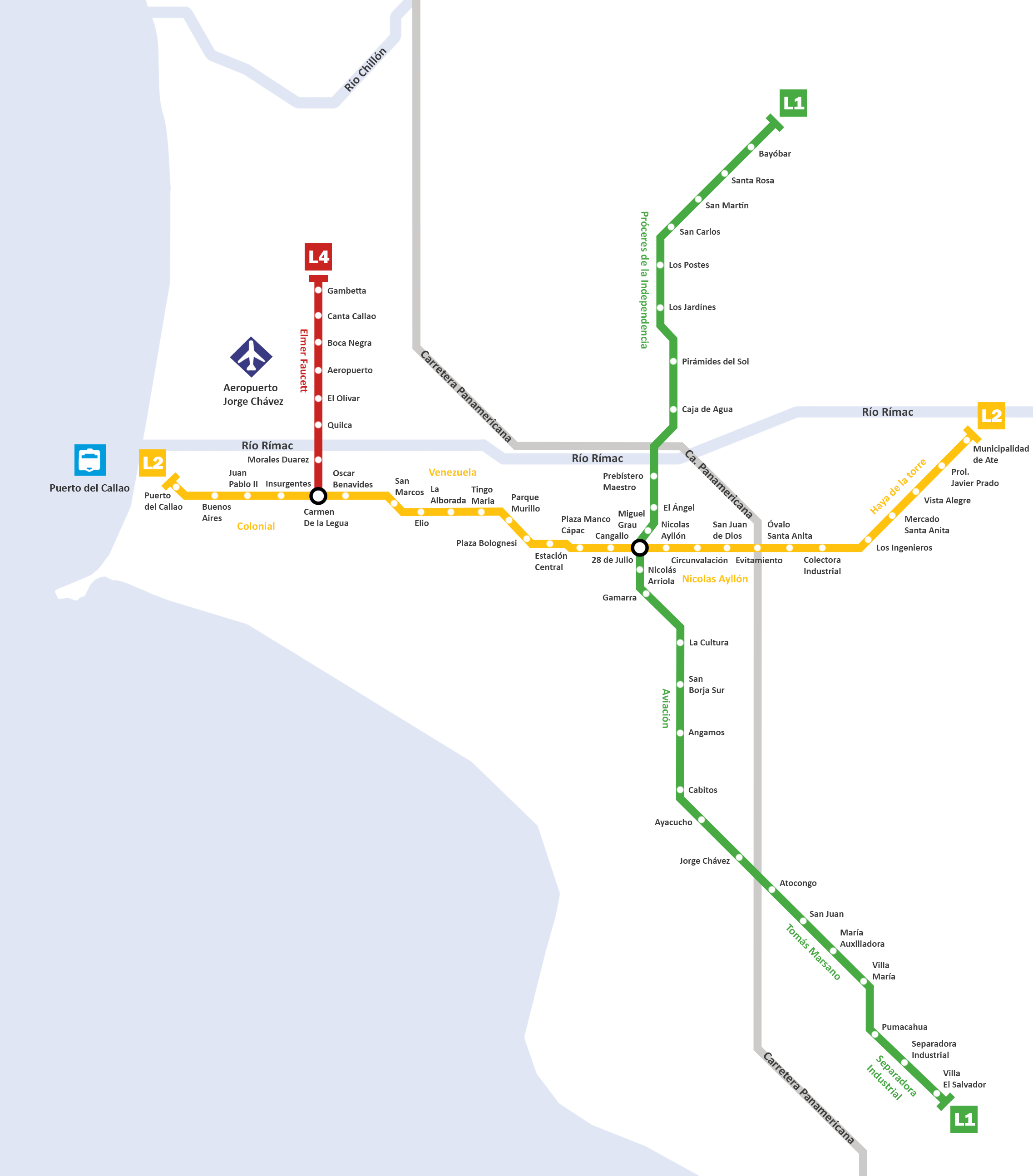
Metro de Lima y Callao con las líneas 1, 2 y el ramal de la línea 4.

Su construcción fue anunciada durante el gobierno de Ollanta Humala en febrero de 2012. Con la finalidad de concretar este anuncio, el gobierno encargó la implementación del proyecto a la agencia estatal Proinversión, la que preparó los estudios de factibilidad y el expediente técnico, en coordinación con el Ministerio de Transportes y Comunicaciones, para la posterior convocatoria a una licitación internacional que entregara el proyecto en concesión a inversionistas privados.
Durante este proceso, el recorrido de la Línea 2 se superpondría casi totalmente al proyecto de ampliación del sistema municipal de autobuses de tránsito rápido denominado Metropolitano, por lo que se anuló la línea prevista del Metropolitano en favor de la línea 2 del Metro de Lima. En noviembre de 2013, se estableció el recorrido definitivo del mismo, el cual seguiría la ruta de la carretera Central, y las avenidas Nicolás Ayllón, 28 de Julio, Paseo de la República, 9 de Diciembre (Paseo Colón), Arica, Venezuela, Germán Amézaga, Óscar R. Benavides (Colonial) y Guardia Chalaca, atravesando un total de trece distritos en dos provincias (Lima y Callao).

## Recorrido e interconexión
El recorrido de la línea 2 será totalmente subterráneo y se interconectará con la actual Línea 1 del Metro, con el Metropolitano, y con la futura Línea 4 del Metro. La línea permitirá la movilización entre los distritos de Ate y el Callao en solo 45 minutos, recorrido que en bus puede tomar hasta 4 horas en hora punta, según el Organismo Supervisor de la Inversión en Infraestructura de Transporte (Ositrán).
La interconexión con la actual Línea 1 del Metro, a través de su futura estación 28 de Julio no está en el contrato que se licitó. Dicha estación se encuentra a 600 metros aproximadamente de la existente estación Gamarra de la Línea 1. El error de no haber planificado esta interconexión puede llevar incluso a construir una nueva estación en la Línea 1.  Hacia 2019 no se había llegado a un acuerdo para el proyecto y su costo adicional, mientras que la interconexión con el Metropolitano será en la Estación Central. 
En el contrato se incluyó la construcción del primer tramo de 8 kilómetros de la futura línea 4, que recorrerá, en sentido sur - norte, desde la estación Carmen de La Legua en el Callao, hasta el óvalo 200 Millas, permitiendo así, la conexión con el Aeropuerto Internacional Jorge Chávez, sin embargo el ingreso al Nuevo Areopuerto ha cambiado de ubicación por lo que dicho tramo ya no lo conectará. 
El 20 de enero de 2024 el ministro de Transportes y Comunicaciones Raúl Pérez Reyes confirmó que se está trabajando para que los usuarios puedan tener una futura interconexión con la Línea 1 a través de una estación estratégica; esta nueva estación permitirá la interconexión y que el ciudadano se conecte con la Línea 2 o viceversa dentro del sistema y no tenga que salir a la calle.

## Licitación
Para el 30 de enero de 2014, tres consorcios habían precalificado para competir por adjudicarse la buena pro: 1) Consorcio Metro de Lima Línea 2 (integrado por Odebrecht LatInvest Perú, Graña y Montero, Constructora Andrade Gutiérrez Sucursal del Perú y Constructora Queiroz Galvao Sucursal Perú); 2) Consorcio Metro Subterráneo de Lima (conformado por Astaldi y Controladora de Operaciones de Infraestructura de CV); y 3) Consorcio Nuevo Metro de Lima (integrado por Cosapi, Impregilo, Iridium Concesiones de Infraestructura, Vialia Sociedad Gestora de Concesiones de Infraestructura, Ansaldo Breda y Ansaldo STS). Tres meses después, se informó que solo el Consorcio Nuevo Metro de Lima había presentado los sobres con las propuestas técnica y económica para el proyecto, por lo que el 28 de marzo de 2014 se le adjudicó la buena pro y el 28 de abril de 2014 el Gobierno firmó el contrato de concesión, culminando finalmente la concesión de la Línea 2. El representante del consorcio, que se adjudicó la buena pro, anunció que la línea 2 estaría completamente operativa en 2023.

## Construcción

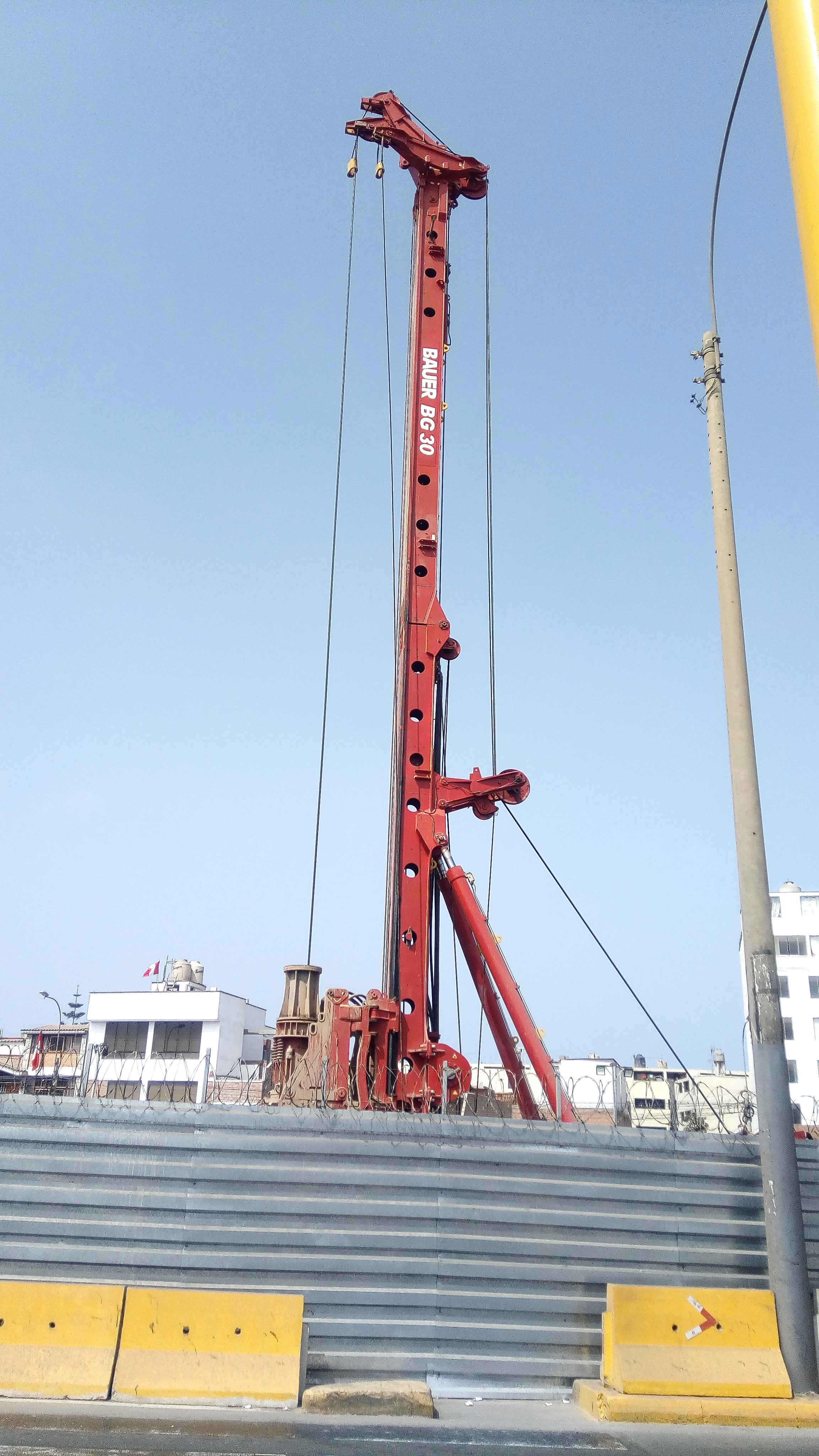
Perforadora realizando trabajos en la estación La Alborada, 3 de agosto de 2023.

El 16 de abril de 2014, la municipalidad de Lima cedió el terreno del Mercado Santa Anita al MTC para la construcción del patio taller Santa Anita. El 28 de abril de 2014, el Gobierno firmó el contrato de concesión de la línea 2. El 22 de julio del mismo año, el Gobierno y el consorcio anunciaron que se encontraban en fase de resolución de canalización para el desvío de los servicios básicos y su posterior expropiación. El 17 de diciembre de 2014, se iniciaron las expropiaciones y liberación de interferencias de servicios básicos para las obras de la Línea 2. El 29 de diciembre, se inauguraron las obras en el patio taller en el distrito de Santa Anita.

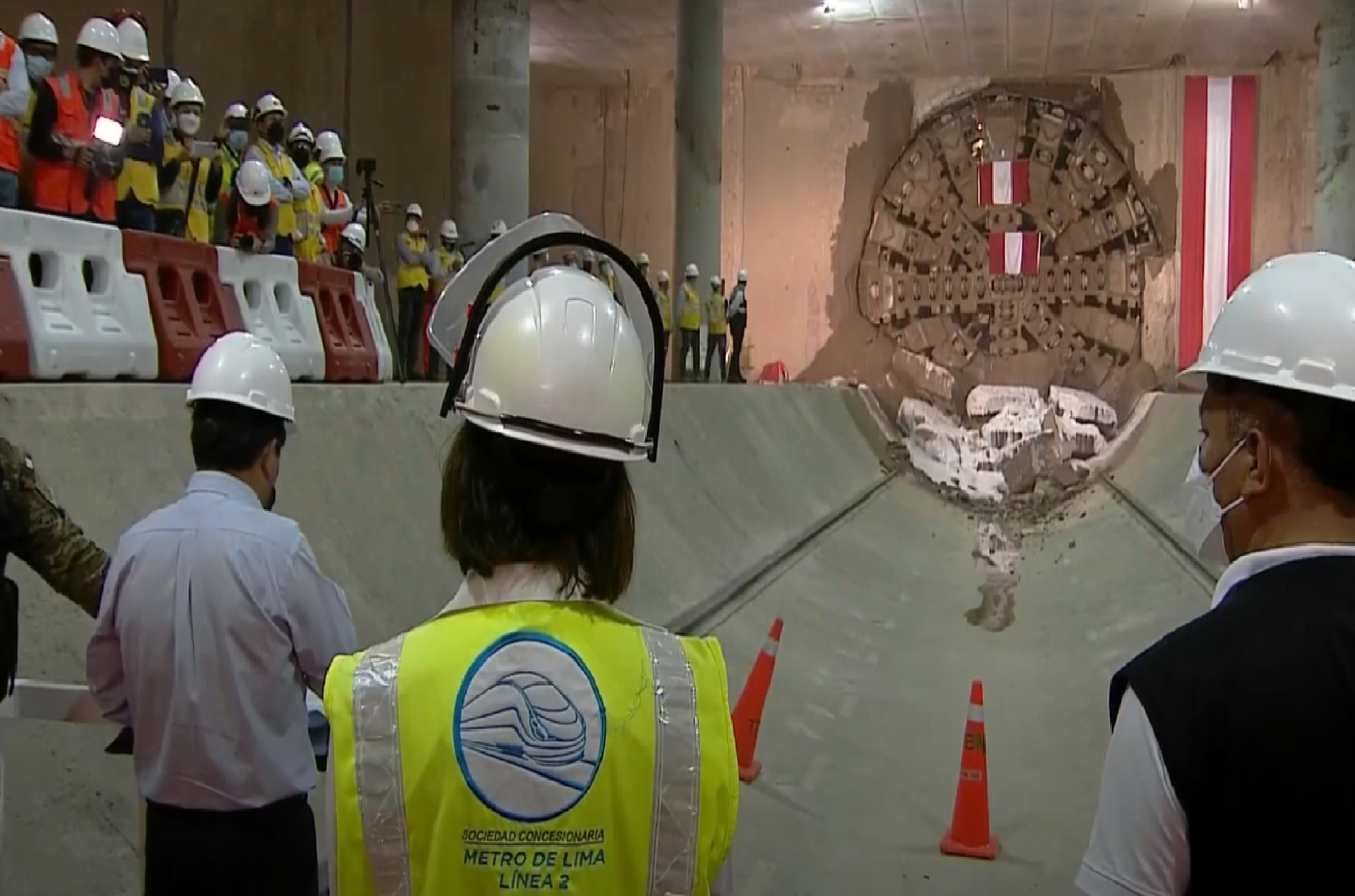
Avance de la tuneladora "Delia" en las obras de la estación Circunvalación en la línea 2, enero de 2022.

El 23 de febrero de 2016, el MTC anunció que la construcción de los túneles con el método austriaco (NATM) de la etapa 1A empezarán en marzo y afirmó el fin de la construcción de los pozos de ventilación. Se aprobaron los estudios definitivos de ingeniería (EDI) para la construcción de las estaciones de línea 2.

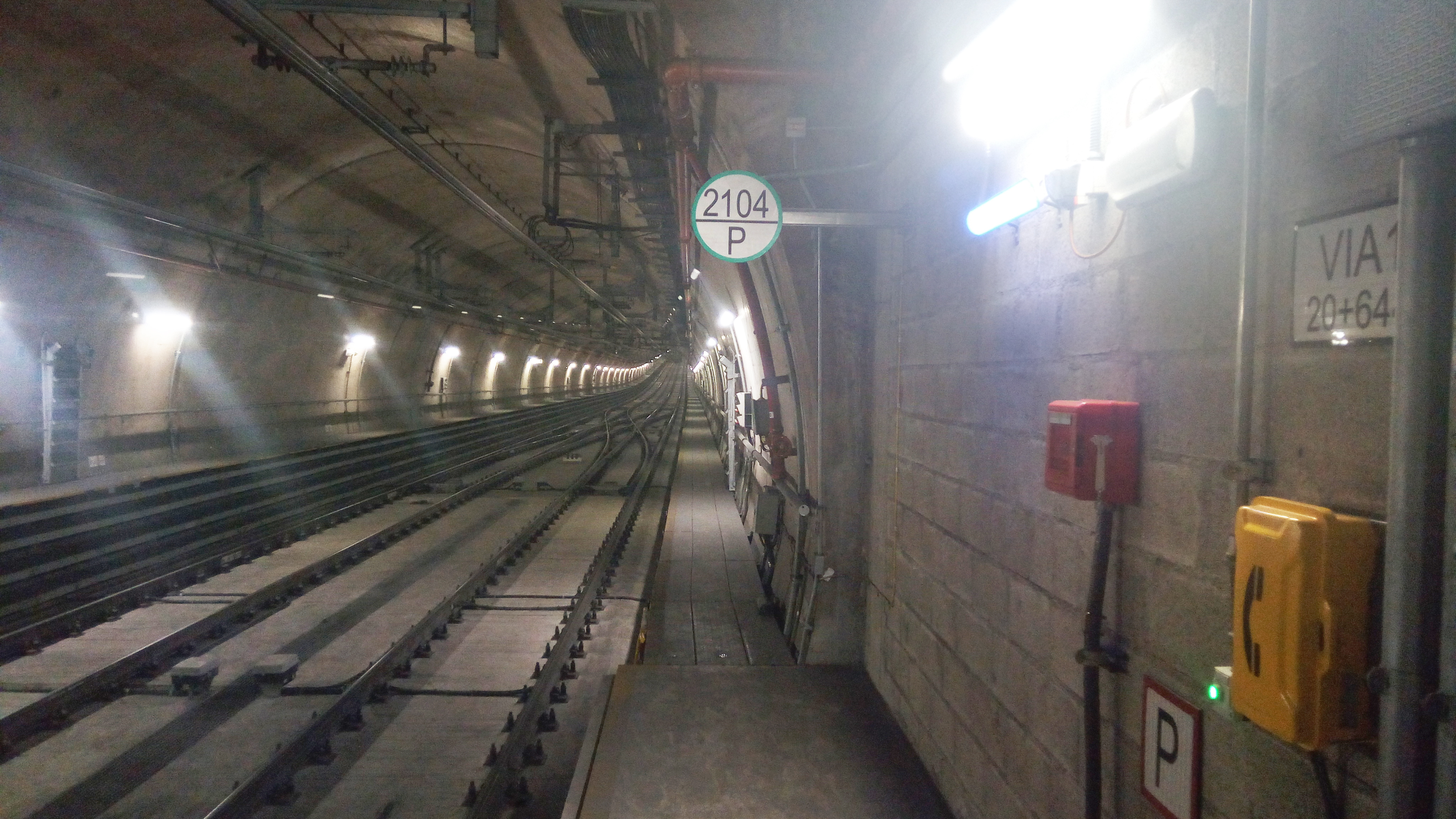
Túnel de la línea 2, a la altura de la estación Óvalo Santa Anita.

El 16 de agosto de 2016, los primeros trenes automáticos AnsaldoBreda construidos por Hitachi Rail Italy fueron embarcados desde el puerto de Salerno en Italia para ser arribados hasta el puerto del Callao en el mes de septiembre. Un lote de 42 trenes en total serán puestos en construcción por Hitachi Rail Italy para ser entregados previstamente en 2019. El 10 de septiembre de 2016, llegó al puerto del Callao el primer tren completamente automático de marca AnsaldoBreda fabricado por Hitachi Rail Italiy S.p.A.
En abril de 2019, el Organismo Supervisor de la Inversión en Infraestructura de Transporte de Uso Público (Ositran) informó que se había alcanzado un avance del 25% respecto de la construcción de todo el proyecto, lo que representaba una inversión superior a los US$ 1,100 millones, con 5.4 km de túnel, de los cuales 4.5 km cuentan con revestimiento definitivo (acabado final).

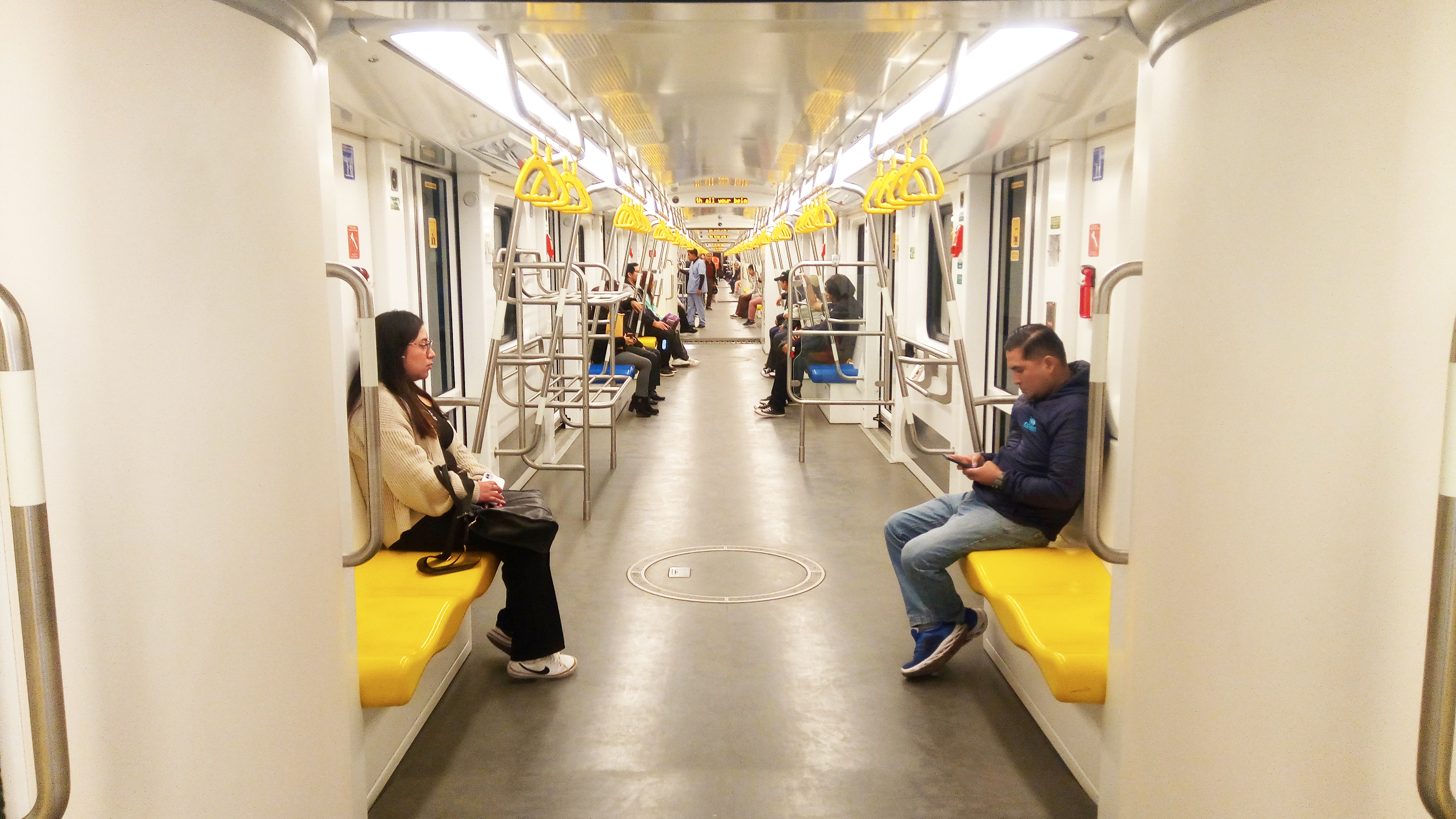
Los trenes de la línea 2 cuenta con espacios para sillas de ruedas y espacios para guardar equipaje.

En agosto de 2019, las obras civiles de la primera etapa ya se encontraban al 100%, en tanto que se trabajaba en la arquitectura, acabados e instalaciones de equipamiento electromecánica que incluyen los ascensores y escaleras eléctricas. Días antes, la titular del Ministerio de Transportes y Comunicaciones (MTC), María Jara, había adelantado esta fecha y aseguró que la obra completa (desde Ate al Callao) se entregaría el 29 de enero del 2025, tal y como se establece en el Nuevo Cronograma de Ejecución de la Obra aprobado en la Adenda n.º 2 del Contrato de Concesión.
En junio de 2023, el presidente de la ATU, José Aguilar Reátegui, anunció que durante dicho año se pondría en marcha el primer tramo (etapa 1A) de la línea 2, esto significaba 2 años de retraso con respecto a la estimación inicial dada para 2021. En diciembre de 2023, la ATU informó mediante sus redes sociales que la marcha blanca de la etapa 1A, que comprende el tramo entre las estaciones Evitamiento y Mercado Santa Anita, iniciará sus operaciones el 21 de dicho mes. El 17 de junio del 2024, empezó el desvió de la avenida Faucett por las obras de la Línea 4. Además, se llegó a un acuerdo para el inicio de las obras de la estación central de la Línea 2, que comenzaron el 7 de julio.
El 7 de julio de 2024, se activó el plan de desvío vehicular con el cerramiento en Paseo Colón, para la construcción de la Estación Central (E-13). Se contó con la presencia de Verónica Zambrano Copello, presidenta de OSITRAN; Marybel Vidal, presidenta de la ATU; Ismael Sutta Soto, vicepresidente del MTC y Carmen Deulofeu, Gerente General del Consorcio Nuevo Metro de Lima S.A.
El 12 de noviembre se 2024 se anunció que, a partir del 25 de noviembre, se activará el plan de desvío vehicular para iniciar la construcción de la Estación San Marcos (E-07), en el Cercado de Lima.

## Inicio de operaciones

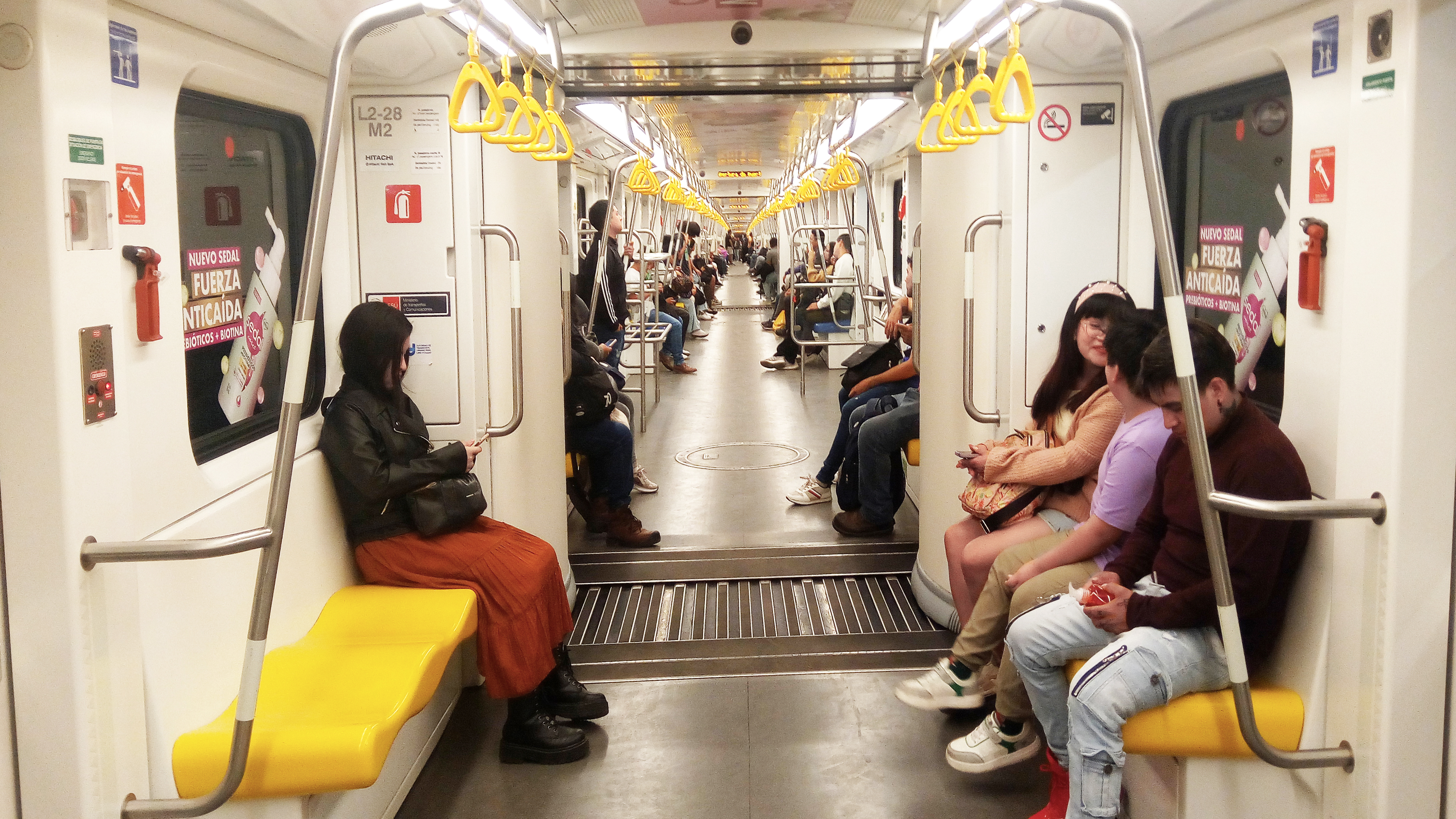
Interior de un tren de la línea 2, climatizado con aire acondicionado, además cuenta con pantallas led con anuncios en español e inglés.

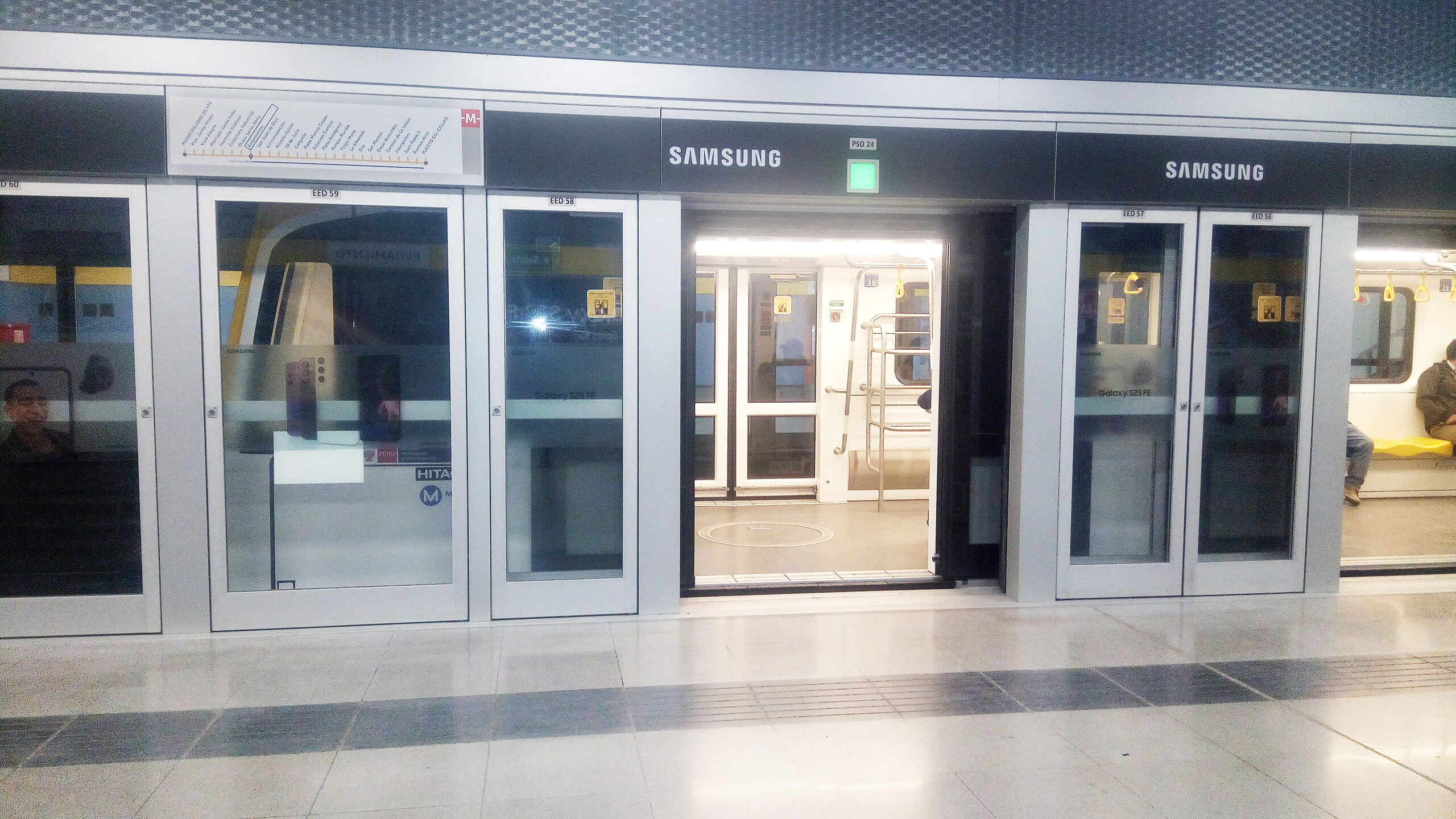
Los trenes de la línea 2 son automáticos, sin conductor. Las estaciones cuentan con puertas de andén cuya apertura y cierre está sincronizada con las puertas del tren.

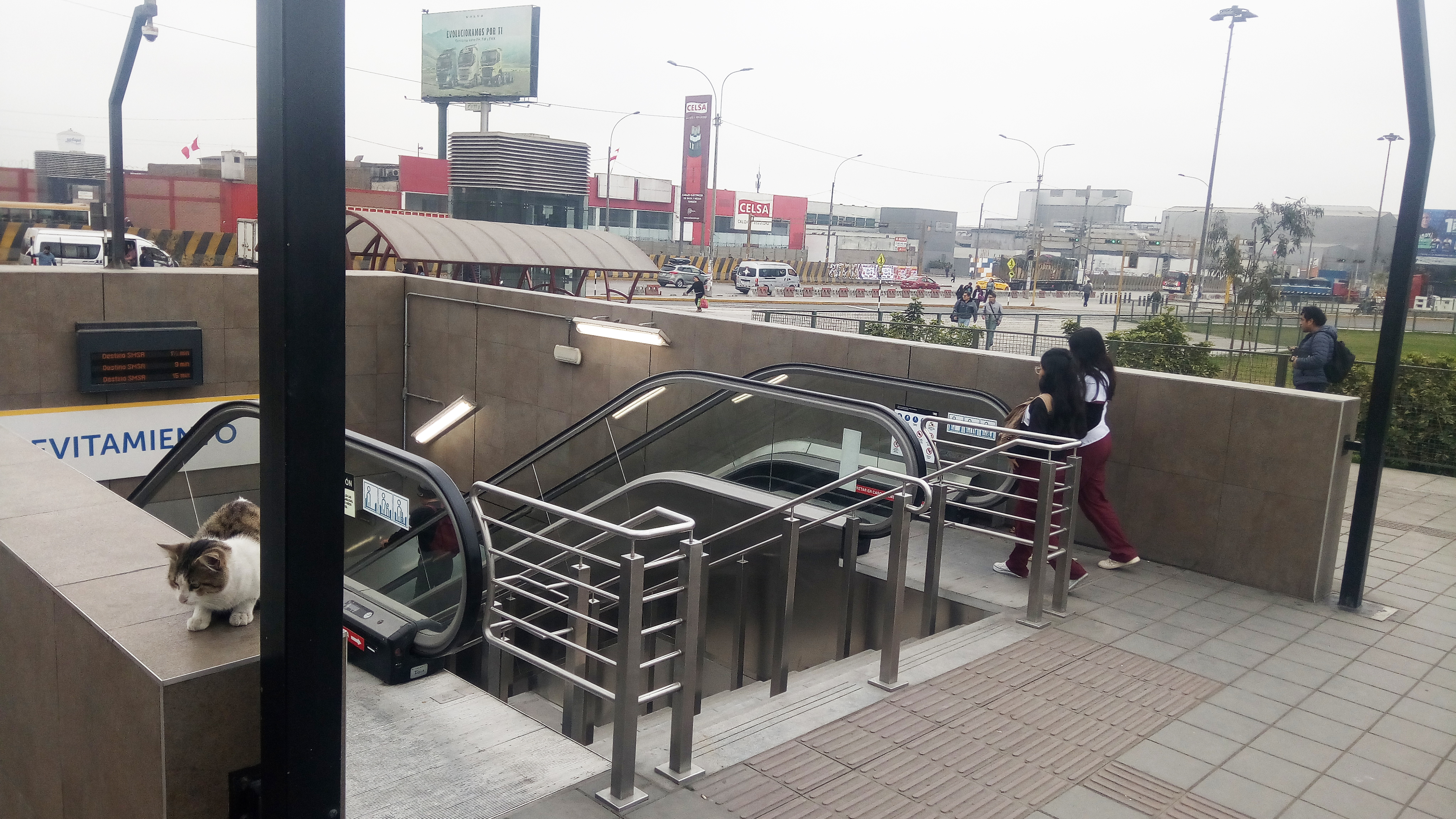
Entrada a la estación Evitamiento para acceder al prevestíbulo.

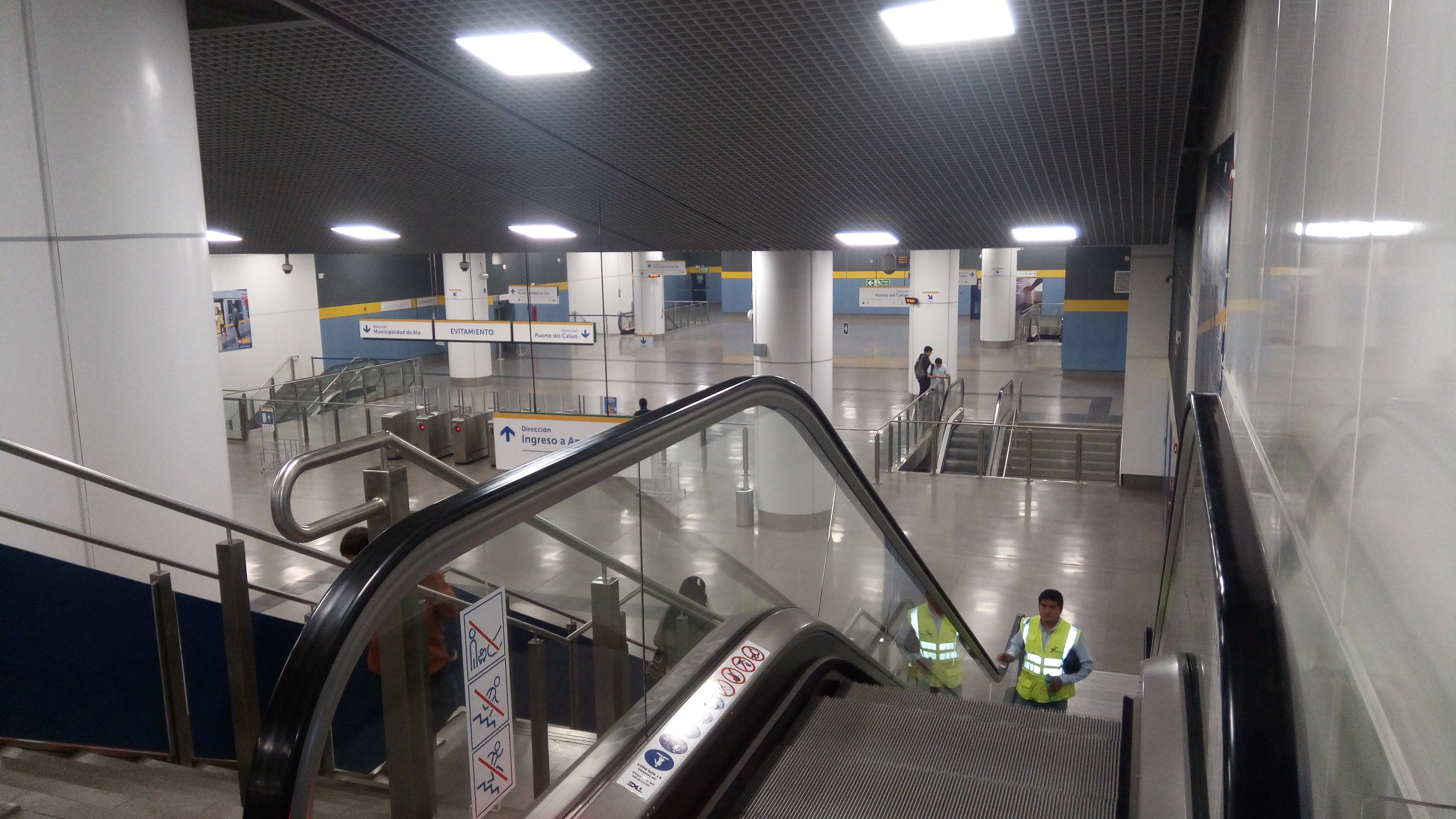
Estación Evitamiento desde el prevestíbulo se observan el vestíbulo, las puertas de barrera y las escaleras para llegar a la zona del andén.

La Línea 2 comenzó sus operaciones el 21 de diciembre de 2023, con el inicio de la “marcha blanca” de la etapa 1A siendo del primer tren subterráneo del Perú. La presidenta de la República, Dina Boluarte, acompañada por el ministro de Transportes y Comunicaciones, Raúl Pérez Reyes, participó en el inicio de operaciones de la etapa 1A de la Línea 2 del metro de Lima y Callao, desde la estación Mercado Santa Anita (E-24) hacia la estación Evitamiento (E-20) cuyo servicio fue temporalmente gratuito durante los 3 meses que duró el periodo de marcha blanca, previo a la compra de la tarjeta de embarque exclusiva sin saldo de esta línea (Tarjeta Interoperable de Transporte), la cual tiene un costo de S/ 7.50.  La Autoridad de Transporte Urbano (ATU) informó que, durante lo que resta de la marcha blanca, los usuarios del primer tramo ya no necesitarán presentar la tarjeta para abordar las estaciones.Inicialmente, la marcha blanca se amplió hasta fines de agosto de 2024,  luego hasta el 4 de noviembre de 2024.  Al llegar esta última fecha, el consorcio de la Línea 2 comunicó que pronto se anunciará la fecha del término de la marcha blanca. 
Las estaciones inician su apertura a las 06:00 horas y cierra a las 23:00 horas, los usuarios cuentan con diversos servicios para facilitar su viaje, como escaleras automáticas, escaleras estáticas, ascensores, Máquinas Expendedoras de Tarjetas (TVM) intuitivos para personas con problemas de visión, audición, paneles informativos donde se muestra los minutos que se aproxima los trenes acompañado de mensaje de voz en español e inglés, servicios higiénicos, puertas de emergencias, pisos podotáctiles para usuarios con alguna discapacidad visual.

## Estaciones
Se muestran las estaciones en sentido oeste a este.
| Nro. | Estación                  | Inauguración            | Estado                   | Ubicación                                            | Distrito            | Combinación                   | Acceso para discapacitados | Característica |
| ---- | ------------------------- | ----------------------- | ------------------------ | ---------------------------------------------------- | ------------------- | ----------------------------- | -------------------------- | -------------- |
| 1    | Puerto del Callao         | No Inaugurada           | Obras civiles culminadas | Av. Guardia Chalaca con Jr. Zepita                   | Callao              | Ferrocarril Barranca - Callao | Acceso para discapacitados | Subterránea    |
| 2    | Buenos Aires              | No Inaugurada           | Obras civiles culminadas | Av. Óscar R. Benavides con Av. Buenos Aires          | Callao y Bellavista |                               | Acceso para discapacitados | Subterránea    |
| 3    | Juan Pablo II             | No Inaugurada           | Obras civiles culminadas | Av. Óscar R. Benavides con Av. Juan Pablo II         | Callao y Bellavista |                               | Acceso para discapacitados | Subterránea    |
| 4    | Insurgentes               | No Inaugurada           | En construcción          | Av. Óscar R. Benavides con Av. Insurgentes           | Callao y Bellavista |                               | Acceso para discapacitados | Subterránea    |
| 5    | Carmen de La Legua        | No Inaugurada           | En construcción          | Av. Óscar R. Benavides con Av. Elmer Faucett         | Callao y Bellavista |                               | Acceso para discapacitados | Subterránea    |
| 6    | Óscar R. Benavides        | No Inaugurada           | En construcción          | Av. Óscar R. Benavides con Jr. Santos Chocano        | Callao y Bellavista |                               | Acceso para discapacitados | Subterránea    |
| 7    | San Marcos                | No Inaugurada           | En construcción          | Av. Carlos Germán Amézaga con Av. Ramón Herrera      | Lima                |                               | Acceso para discapacitados | Subterránea    |
| 8    | Elio                      | No Inaugurada           | En construcción          | Av. Venezuela con Av. Aurelio García y García        | Lima                |                               | Acceso para discapacitados | Subterránea    |
| 9    | La Alborada               | No Inaugurada           | En construcción          | Av. Venezuela con Av. La Alborada                    | Lima                |                               | Acceso para discapacitados | Subterránea    |
| 10   | Tingo María               | No Inaugurada           | En construcción          | Av. Venezuela con Av. Tingo María                    | Lima                |                               | Acceso para discapacitados | Subterránea    |
| 11   | Parque Murillo            | No Inaugurada           | En construcción          | Av. Arica con Av. Aguarico                           | Breña               |                               | Acceso para discapacitados | Subterránea    |
| 12   | Plaza Bolognesi           | No Inaugurada           | Obras civiles culminadas | Av. Arica con Jr. Iquique                            | Breña               |                               | Acceso para discapacitados | Subterránea    |
| 13   | Estación Central          | No Inaugurada           | En construcción          | Av. 9 de Diciembre con Av. Inca Garcilaso de la Vega | Lima                |                               | Acceso para discapacitados | Subterránea    |
| 14   | Plaza Manco Cápac         | No Inaugurada           | Obras civiles culminadas | Av. 28 de Julio con Av. Manco Cápac                  | La Victoria         |                               | Acceso para discapacitados | Subterránea    |
| 15   | Cangallo                  | No Inaugurada           | Obras civiles culminadas | Av. 28 de Julio con Jr. Cangallo                     | La Victoria         |                               | Acceso para discapacitados | Subterránea    |
| 16   | 28 de Julio               | No Inaugurada           | Obras civiles culminadas | Av. 28 de Julio con Av. Aviación                     | Lima y La Victoria  |                               | Acceso para discapacitados | Subterránea    |
| 17   | Nicolás Ayllón            | No Inaugurada           | Obras civiles culminadas | Av. Nicolás Ayllón con Parque San Cosme              | Lima y La Victoria  |                               | Acceso para discapacitados | Subterránea    |
| 18   | Circunvalación            | No Inaugurada           | Obras civiles culminadas | Av. Nicolás Ayllón con Av. Circunvalación            | San Luis            |                               | Acceso para discapacitados | Subterránea    |
| 19   | San Juan de Dios          | No Inaugurada           | En construcción          | Av. Nicolás Ayllón con Av. Nicolás Arriola           | San Luis y Ate      |                               | Acceso para discapacitados | Subterránea    |
| 20   | Evitamiento               | 21 de diciembre de 2023 | Operativa                | Av. Nicolás Ayllón con Vía de Evitamiento            | El Agustino y Ate   |                               | Acceso para discapacitados | Subterránea    |
| 21   | Óvalo Santa Anita         | 21 de diciembre de 2023 | Operativa                | Carretera Central con Av. La Molina                  | Santa Anita y Ate   |                               | Acceso para discapacitados | Subterránea    |
| 22   | Colectora Industrial      | 21 de diciembre de 2023 | Operativa                | Carretera Central con Av. Colectora Industrial       | Santa Anita y Ate   |                               | Acceso para discapacitados | Subterránea    |
| 23   | Hermilio Valdizán         | 21 de diciembre de 2023 | Operativa                | Carretera Central con Hospital Hermilio Valdizán     | Santa Anita y Ate   |                               | Acceso para discapacitados | Subterránea    |
| 24   | Mercado Santa Anita       | 21 de diciembre de 2023 | Operativa                | Carretera Central con Av. 22 de Julio                | Santa Anita y Ate   |                               | Acceso para discapacitados | Subterránea    |
| 25   | Vista Alegre              | No Inaugurada           | Obras civiles culminadas | Carretera Central con Av. Río Perené                 | Ate                 |                               | Acceso para discapacitados | Subterránea    |
| 26   | Prolongación Javier Prado | No Inaugurada           | Obras civiles culminadas | Carretera Central con Av. Prolongación Javier Prado  | Ate                 |                               | Acceso para discapacitados | Subterránea    |
| 27   | Municipalidad de Ate      | No Inaugurada           | Obras civiles culminadas | Carretera Central con Ca. Perú                       | Ate                 |                               | Acceso para discapacitados | Subterránea    |

     Estación operativa actualmente. 

## Material rodante

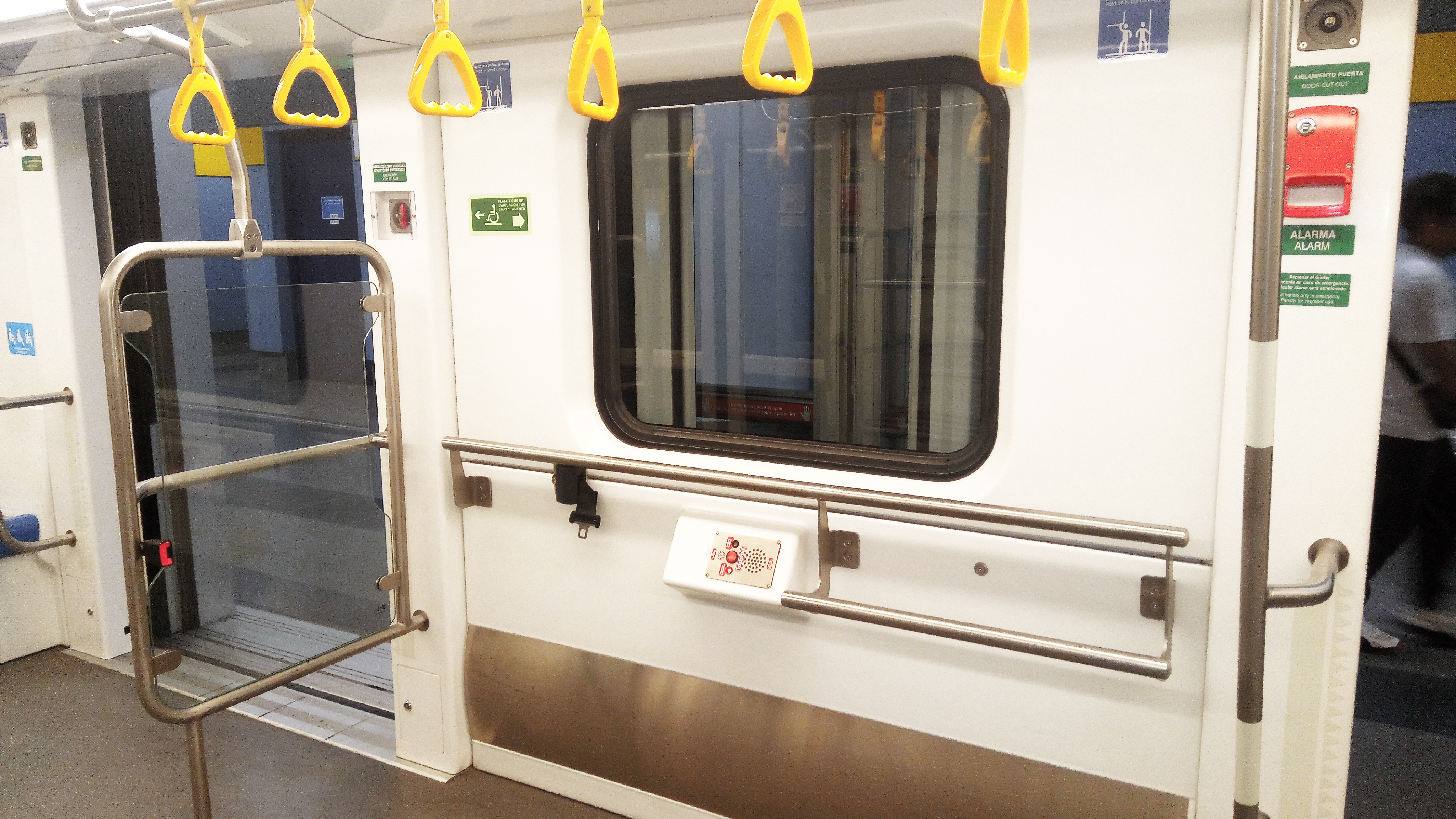
Los trenes llevan un cinturón de seguridad para silla de ruedas y un intercomunicador de emergencia a la altura de las sillas, en el segundo y quinto coche.

El material rodante provista para la Línea 2 eran inicialmente de marca Ansaldo Breda, empresa que ganó la concesión para la construcción del material rodante en 2014. Sin embargo, debido a problemas internos esta empresa fue vendida a Hitachi y pasó a llamarse Hitachi Rail Italy, empresa que se encargará de fabricar el mismo diseño italiano de los trenes de la Línea 2.
Los trenes cuentan con un sistema completamente automático y con puertas delanteras para la evacuación. Según el contrato, hasta 2021 el material rodante contará con una formación 6 vagones y posteriormente conforme al crecimiento de la demanda futura se ampliará a 7 vagones por formación. Además cada tren posee aire acondicionado, pantalla de recorrido con luces que se encienden para cada estación, pantalla led con anuncios en español e inglés, cámaras de seguridad, alarmas, intercomunicador de emergencia, desbloqueo de puertas en caso de emergencia, agarraderas, zona para maletas y equipaje, zona para usuarios con silla de ruedas, intercomunicador para usuarios de silla de ruedas.

### Datos técnicos
| País de fabricación | Italia                                      |
| Empresa fabricante  | Hitachi Rail Italy - Japón                  |
| Número de vagones   | 8 coches                                    |
| Capacidad           | 1,200 pasajeros                             |
| Velocidad máxima    | 90 km/h                                     |
| Dimensión           | Longitud: 107m / Ancho: 2.85m / Alto: 3.67m |

## Propuestas de ampliación
El MTC recibió propuestas para extender la línea 2, luego de que hubiesen terminado las obras a fines de 2022, con trenes sobre la superficie que vayan hasta los centros poblados de Santa Clara o Huaycán, ambos pertenecientes al distrito de Ate. Se espera que se una con el Tren de cercanías Lima - Chosica.

## Galería

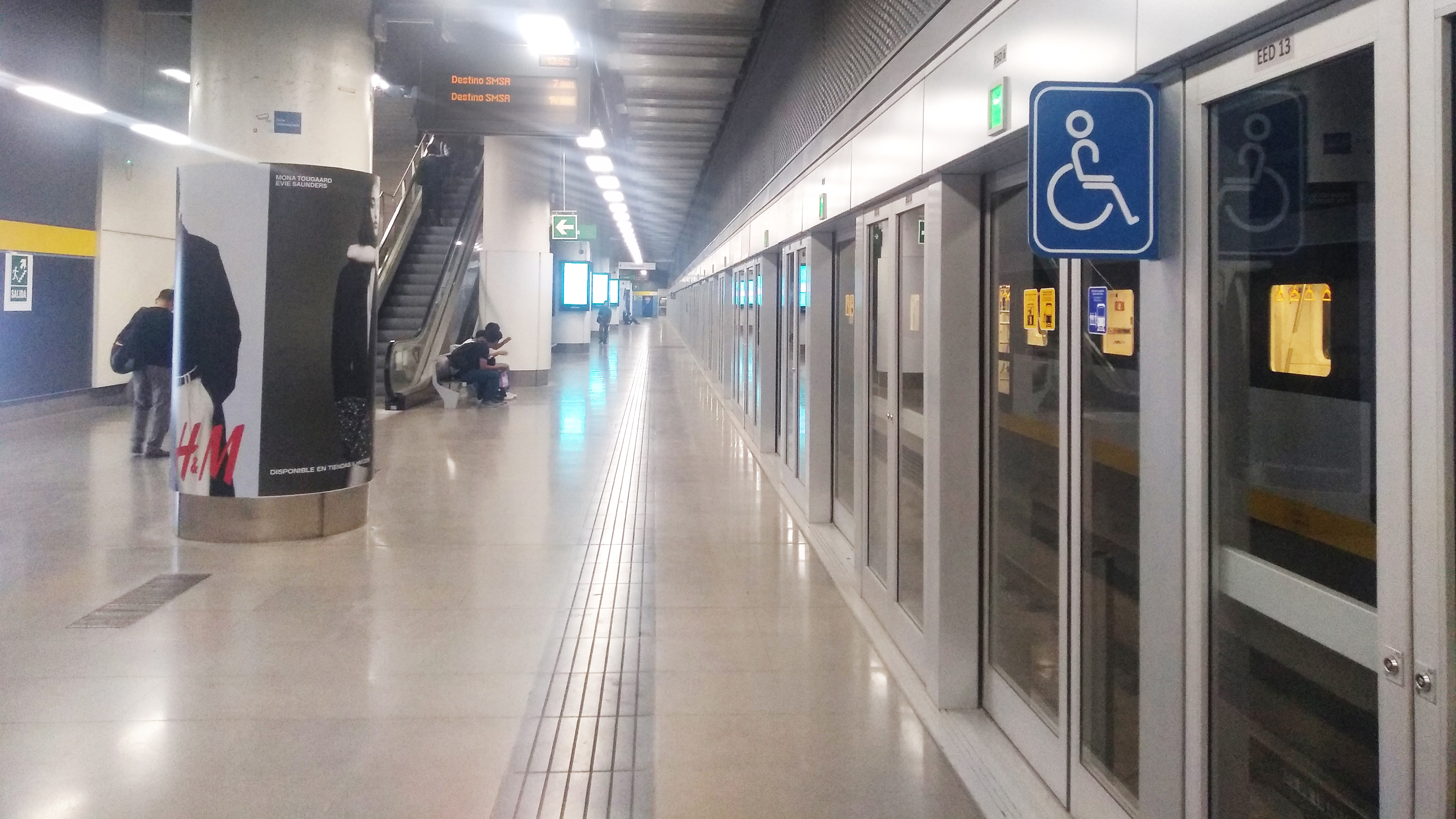
Zona de andén en la Estación Evitamiento.
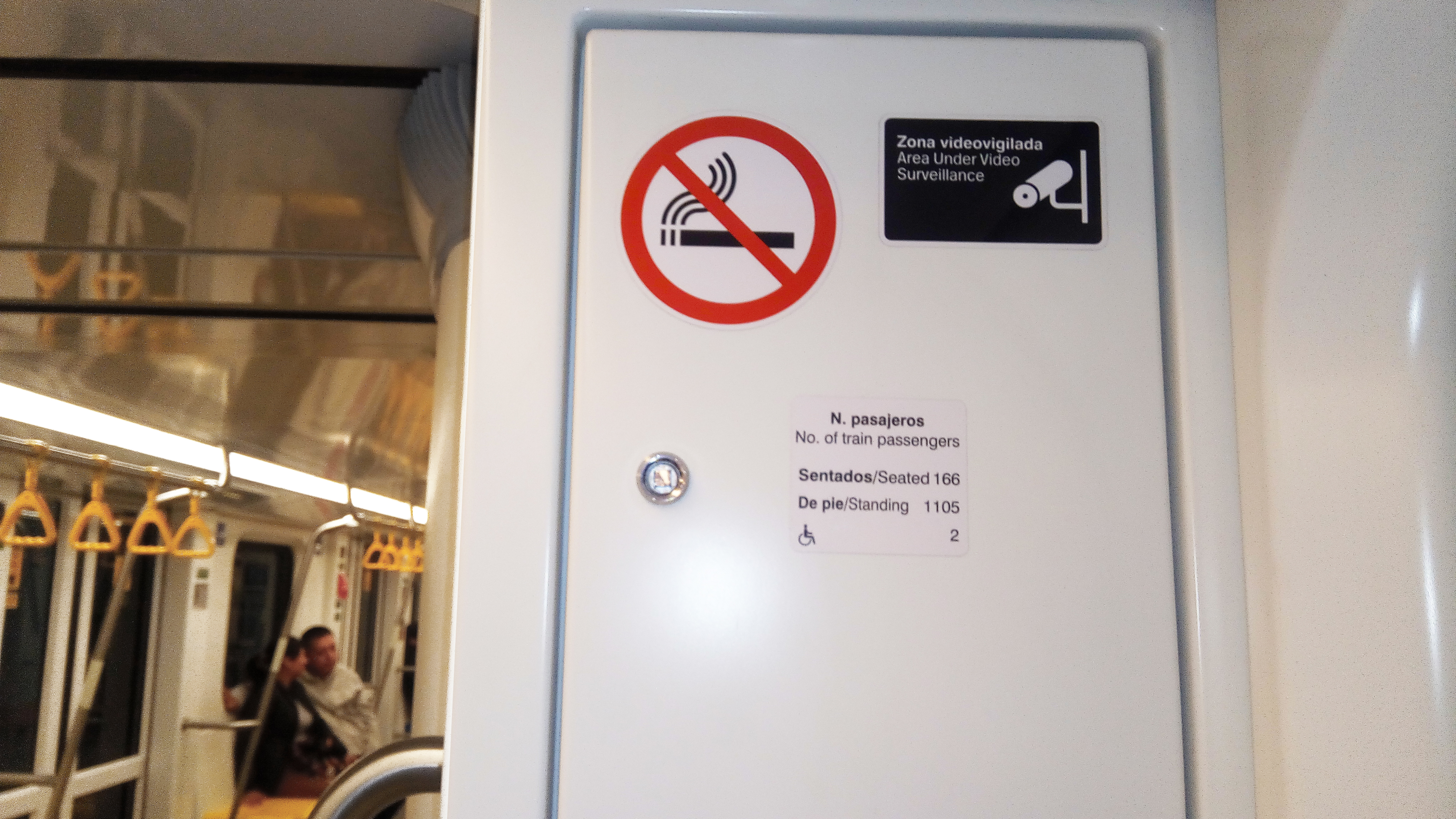
Datos de capacidad de pasajeros.
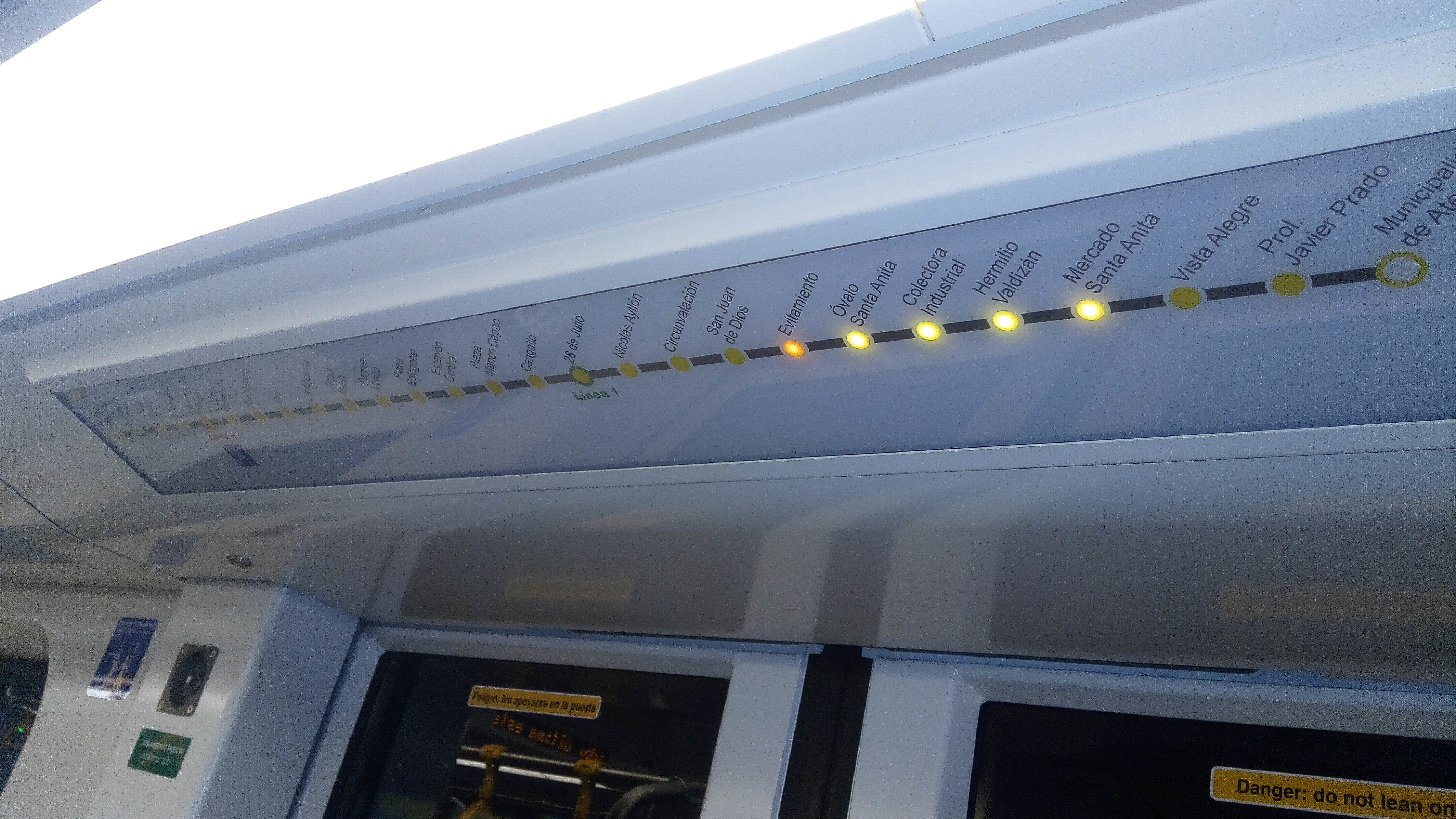
Pantalla de recorrido con iluminación led.